# Guilbault-Thérien
Pour les articles homonymes, voir Guilbault et Thérien (homonymie).

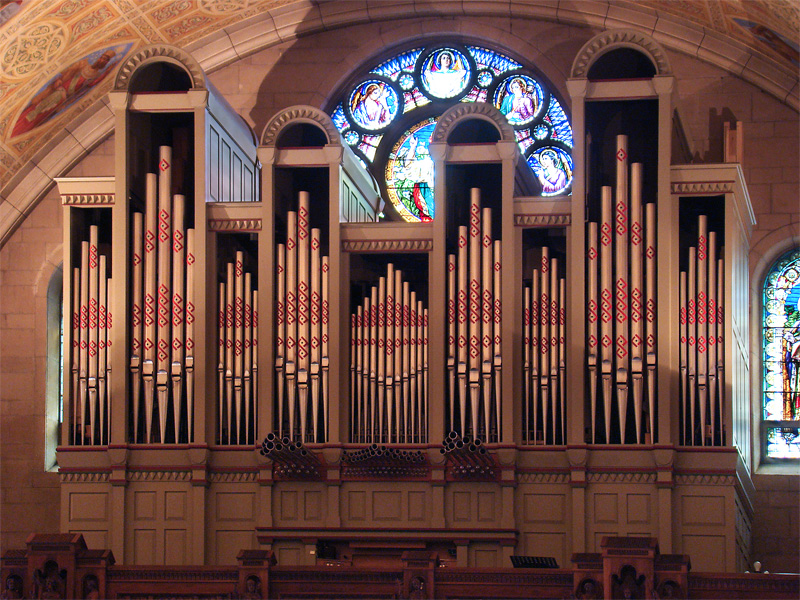
Église Saint-Léon de Westmount

Guilbault-Thérien est une maison de facteur d'orgue située au Québec et fondée en 1946 par Maurice Guilbault et Antonio Delage.
À ses débuts, la Compagnie portait le nom de Orgue Providence. En 1955, André Guilbault se joint à son père et à Antonio Delage; en 1968 il prend la relève à la direction de l'entreprise. C'est à ce moment qu'il s'adjoint Guy Thérien à titre de concepteur et d'harmoniste.  Dix ans plus tard, soit en 1978, le nom de la Compagnie change pour Guilbault-Thérien. En 1992, André Guilbault prend sa retraite et Guy Thérien assume désormais seul la direction de l'entreprise.
En plus de restaurer plusieurs instruments, Guilbaut-Thérien signe plus de 48 instruments au Canada et aux États-Unis.Une grande liberté esthétique permet au facteur de fabriquer des instruments à traction mécanique ou électro-pneumatique, et de tradition baroque ou romantique.
En 2001, après le décès de Guy Thérien, l'entreprise subit un ralentissement et une restructuration.
En 2004, Guilbault-Thérien reprend ses activités de façon régulière avec une nouvelle équipe d'artisans sous la direction de Lyne Michaud et en partenariat avec la maison Laliberté-Payment.
L'entreprise a fermé ses portes le 31 décembre 2021